# Nicolas Huaut
Nicolas Huaut ou Huault est un maître-maçon actif dans la première moitié du XVIIe siècle.  Il est connu pour avoir édifié, pour le compte du roi Louis XIII, le pavillon de chasse à l'origine du château de Versailles.

## Éléments biographiques
Nicolas Huault (sous cette graphie) est cité le 28 mars 1617 dans une offre de soumission à bail passée par « le sieur Métezeau, architecte de sa majesté ». La date semble indiquer qu'il s'agit de Clément II Métezeau, architecte du roi, et non de son frère Louis Métezeau, également architecte du roi mais mort en 1615. Aux côtés de Nicolas Huault, les autres soumissionnaires sont Claude Monnart, Claude David et René Fleury. C'est ce dernier qui emporte le bail.
En 1624, il achève la construction d'un pavillon de chasse pour le roi Louis XIII sur un terrain de 7,25 arpents où passe une sente reliant Versailles à Trianon. Le montant des travaux s'élève à 213 600 livres.